# イシス・テイラー
イシス・テイラー（Isis Taylor, 1989年10月23日 - ）は、アメリカ合衆国のポルノ女優。カリフォルニア州サンフランシスコ出身。

## 人物
2008年当時19歳だったテイラーはポルノ業界入りし、翌年ハスラー・ハニーに選ばれた 。
さらに翌年の2010年9月には、ペントハウス・ペットにも選ばれた。

## 出演作品
- 羊たちの現実